# تشوي جن تشول
تشوي جين تشيول (بالكورية: 최진철)‏ (مواليد 26 مارس 1971 في جيندو) لاعب كرة قدم كوري جنوبي دولي معتزل كان يجيد اللعب في خط الدفاع .

## روابط خارجية
- تشوي جن تشول على موقع الاتحاد الدولي (مؤرشف)  (الإنجليزية)
- تشوي جن تشول على موقع دوري كوريا الجنوبية (الإنجليزية)
- تشوي جن تشول على موقع قاعدة بيانات كرة القدم.إي يو (الإنجليزية)
- تشوي جن تشول على موقع ناشيونال فوتبول تيمز (الإنجليزية)